# Zygmunt Gaworski
Zygmunt Mikołaj Gaworski (ur. 2 marca 1902, zm. 1 marca 1973 we Włocławku) – szachista polski, czołowy zawodnik Poznańskiego Okręgowego Związku Szachowego w latach międzywojennych, mistrz Poznania.
Gaworski uczestniczył w życiu turniejowym Wielkopolski od schyłku lat 20. XX wieku. Debiutował w mistrzostwach Poznania w 1928, które ukończył na dzielonym V-VI miejscu (turniej ten zakłóciła nagła śmierć prowadzącego w klasyfikacji po dziesięciu rundach Adama Drosio). W 1929 w mistrzostwach Poznania Gaworski uplasował się na VII miejscu, uznając wyższość takich zawodników, jak Marian Steifer, Antoni Wojciechowski, Arthur Rhode, Roman Gostyński, Leon Widermański i Zdzisław Lubiński. W efekcie zabrakło dla niego miejsca w reprezentacji Poznania na pierwsze drużynowe mistrzostwa kraju, rozegrane w Królewskiej Hucie. Został natomiast powołany na inne spotkanie drużynowe, w którym w marcu 1929 zmierzyły się Poznański Klub Szachistów i wrocławski klub Morphy; Gaworski dołożył swoje zwycięstwo do końcowego sukcesu poznaniaków w stosunku 7:3.
W 1930 Gaworski podzielił III-IV lokatę w mistrzostwach Poznańskiego Klubu Szachistów (wygrał Antoni Wojciechowski przed Adamem Mięsowiczem). Identyczne miejsce zajął rok później w mistrzostwach miasta. 15 marca 1931 miał też okazję wystąpić w poznańskiej symultanie Akiby Rubinsteina i był jednym z ośmiu szachistów, którzy zanotowali zwycięstwo nad słynnym rywalem. W tym okresie Gaworski został także działaczem szachowym, pełnił od 1931 obowiązki bibliotekarza Poznańskiego Klubu Szachistów, a w latach 1934-1938 był jego wiceprezesem.
W 1933 uczestniczył w trójmeczu Poznań-Gniezno-Inowrocław z okazji 10-lecia Gnieźnieńskiego Klubu Szachistów, przyczyniając się do triumfu poznańskiej ekipy. W 1934 odniósł duży sukces, wygrywając mistrzostwa Poznania z dorobkiem siedmiu punktów w dziewięciu spotkaniach. W tymże roku był w składzie reprezentacji Poznania na drugich drużynowych mistrzostwach Polski, ale w katowickim turnieju szachiści poznańscy nie odegrali większej roli, remisując jedynie mecz z Wilnem. Występujący na trzeciej szachownicy Gaworski pokonał Jakuba Kolskiego z Łodzi, uległ natomiast Stefanowi Popielowi (Lwów), Leonowi Kremerowi (Warszawa) i Kazimierzowi Platerowi (Wilno).
W 1935 w mistrzostwach Poznania Gaworskiego wyprzedził jedynie łodzianin Abraham Szpiro, odbywający w Wielkopolsce służbę wojskową. W półfinale krajowych eliminacji przedolimpijskich przed Gaworskim znalazł się nie tylko Szapiro, ale i Leon Widermański, w rezultacie Gaworski awansu do łódzkiego finału nie uzyskał. Jesienią 1935, grając na drugiej szachownicy w spotkaniu z Gnieznem, pokonał Alfreda Czarnotę i przyczynił się tym samym do zwycięstwa reprezentacji Poznania 4:2.
Po nieco słabszym występie w mistrzostwach Poznania, kiedy to w 1938 Gaworski zajął dzielone V-VIII miejsce, jeszcze w tym samym roku zanotował cenne osiągnięcie — zwycięstwo w pierwszych indywidualnych mistrzostwach Wielkopolski (oficjalnie mistrzostwach Poznańskiego Okręgowego Związku Szachowego). Został wówczas wytypowany do występu w eliminacjach mistrzostwach kraju, ale zrezygnował z tego startu. Wiosną 1939, w obronie tytułu mistrza Wielkopolski, Gaworski uplasował się na III miejscu. W czerwcu 1939 wystąpił w dużym meczu pomiędzy reprezentacjami Pomorza i Wielkopolski, rozegranym pod patronatem wojewody pomorskiego Władysława Raczkiewicza; Gaworski, grając na drugiej szachownicy, zremisował ze znanym graczem korespondencyjnym Mikołajem Tomaszewiczem, a cały mecz zakończył się zdecydowanym zwycięstwem ekipy Pomorza 10:5.
Losy Gaworskiego w czasie II wojny światowej nie są bliżej znane. Po wojnie szachista znalazł się we Włocławku, gdzie pięciokrotnie zdobywał mistrzostwo miasta (1946, 1947, 1948, 1950, 1956). Startował też w mistrzostwach Pomorza, najwyżej plasując się w 1950 — na IV miejscu. W 1957, w pożegnalnym występie turniejowym, zajął XIV miejsce w półfinale mistrzostw Polski w Krakowie. Również w okresie powojennym Gaworski uczestniczył w meczach drużynowych, m.in. meczach Włocławek-Toruń. Największy sukces zanotował na czwartych drużynowych mistrzostwach Polski w 1947 w Łodzi, kiedy reprezentacja Pomorza zajęła II miejsce; Gaworski (trzecia szachownica) pokonał m.in. znanego gracza szczecińskiego Tadeusza Gniota.